# Gessius Florus
- Province romaine de Judée en 53[1]-54
- Territoires sous l'autorité d'Agrippa II

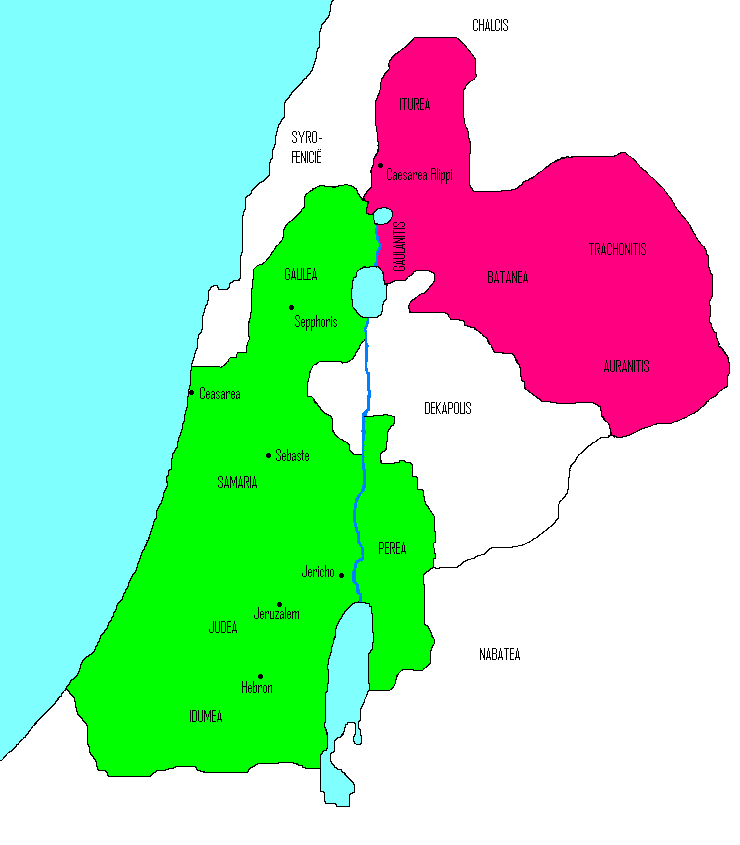
Province romaine de Judée en 53-54
Territoires sous l'autorité d'Agrippa II avant l'agrandissement de ses territoires.
Sous Gessius Florus, la province de Judée est amputée de la partie est de la Galilée avec notamment les villes de Tibériade et Tarichée, ainsi que d'une partie de la Pérée notamment la ville de Julias avec leurs régions, qui ont été jointes au royaume d'Agrippa.
(Les frontières, notamment celles du royaume d'Agrippa, sont approximatives, de même que la position précise de la Batanée, la Gaulanitide, l'Auranitide, la Trachonitide et l'Iturée)

Gessius Florus né à Clazomènes est, de 64 à 66, le dernier procurateur de Judée. Il a contribué au déclenchement de la révolte juive en Palestine,. Bien que Flavius Josèphe ne le raconte pas, il semble être mort au moment de ce conflit et même d'y avoir été tué.

## Procurateur de Judée
Gessius Florus a été nommé procureur de l'empereur Neron à la place de Lucceius Albinus en raison de l'amitié de sa femme Cleopatra avec l'épouse de Néron Poppée. Il s'est fait remarquer pour sa cupidité et son injustice envers la population juive et est crédité comme étant la principale cause de la Première guerre judéo-romaine.
Selon Flavius Josèphe, Florus était tellement détesté par les Juifs que, comparé à lui, son prédécesseur Lucceius Albinus était considéré comme un homme juste. Florus a en effet accéléré le déclenchement de la révolte en rendant insupportable la situation des Juifs. Il a protégé les Sicaires en échange d'une partie de leur pillage et, sous son administration, de nombreuses villes ont donc été pillées. Lorsque les Juifs de Césarée maritime se sont opposés à l'obstruction de l'entrée de leur synagogue par les Grecs de la ville, ceux-ci ont corrompu Florus pour qu'il ne s'immisce pas dans le conflit. Florus vint donc en Samarie. Se trouvant accablés, les Juifs lui envoyèrent une ambassade de douze personnes implorant sa protection contre les Grecs; mais Florus, au contraire, jeta les ambassadeurs en prison.

### Début de la révolte à Jérusalem
Agrippa est absent et se trouve à Alexandrie lors de la répression qui va être le déclencheur de la révolte (juin 66). Gessius Florus envoie des hommes prélever dix-sept talents dans le trésor du Temple « prétextant le service de l'empereur » se contente de dire Flavius Josèphe. Toutefois, il écrit par la suite que Jérusalem et les contrées environnantes étaient en retard de paiement du tribut pour un montant de quarante talents. Les Juifs protestent devant cette profanation de leur lieu saint et insultent le procurateur qui réagit en faisant arrêter trois-mille six cents manifestants selon Josèphe, qui exagère peut-être. Nombre d'entre eux sont flagellés puis crucifiés. Parmi eux des femmes et surtout des citoyens romains appartenant à l'ordre équestre, ce qui viole l'usage romain qui veut que les citoyens romains relèvent de la justice impériale. Présente à Jérusalem, Bérénice, la sœur d'Agrippa « intervient au péril de sa vie auprès du procurateur de Judée, Gessius Florus ». Elle vient elle-même devant le tribunal du procurateur, pieds nus comme une suppliante, alors que les soldats romains ne ralentissent en rien leur action du fait de sa présence, mais rien n'y fait,. Le quartier général de Florus est installé dans le palais royal et des renforts romains arrivent à Jérusalem, venant de Césarée. À partir de ces deux positions Florus et ses nouvelles troupes mènent une action coordonnée pour se forcer un chemin jusqu'à la forteresse Antonia, mais les deux attaques échouent. Un clair signe d'une résistance populaire massive. Finalement Florus quitte Jérusalem, en laissant seulement une cohorte en garnison. Lorsqu'il arrive à Jérusalem Agrippa a une tout autre attitude. Dans un premier temps il parvient à convaincre certaines autorités de l'aider à collecter dans la région de Jérusalem les impôts qui n'étaient pas payés. Flavius Josèphe « compose à cette occasion une longue harangue qu'il attribue au roi », mais qui semble « refléter les positions de Josèphe lui-même ». Puis dans un second discours, Agrippa invite la population de Jérusalem à obéir à Gessius Florus, en faisant confiance à l'arbitrage de l'empereur. Il est immédiatement conspué par la foule, qui se rappelle les morts et les exactions commises, des pierres volent même dans sa direction. « La lapidation était la manifestation d'un déni de légitimité ». Il est contraint de quitter précipitamment Jérusalem et sa sœur l'accompagne. « La cohorte romaine laissée par Florus se retrouve assiégée à l'intérieur des tours des murailles de la ville ».

### Échec de l'armée d'Agrippa

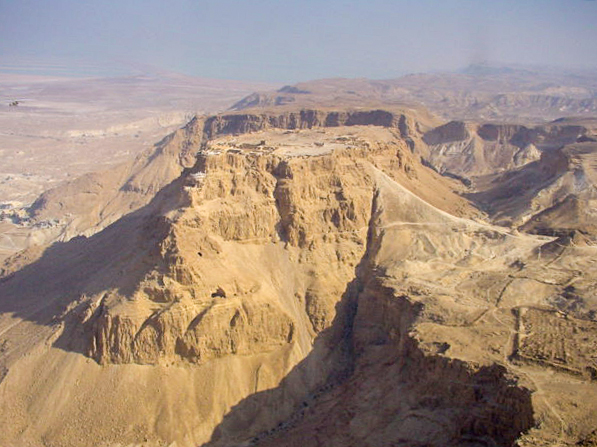
Massada dont Menahem et ses partisans s'emparent dès juin 66, donnant ainsi le signal du début de la révolte ouverte contre les Romains.

Menahem rassemble alors de nombreux hors-la-loi sous ses ordres et envahit par surprise la forteresse de Massada, exterminant la garnison romaine qui l'occupe. Il donne ainsi le signal du déclenchement de la révolte. Menahem est un fils de Judas de Gamala, fondateur du mouvement que Flavius Josèphe appelle la Quatrième philosophie et dirigeant de la révolte au sujet du recensement de Quirinius ayant eu lieu lors du rattachement direct de la Judée à l'Empire romain, (6 apr. J.-C.). À Jérusalem, Éléazar, commandant du Temple et fils de l'ancien grand-prêtre Ananias de Nébédaios parvient à convaincre le peuple et le puissant groupe des jeunes prêtres « à n'accepter désormais ni offrandes ni sacrifices offerts par un étranger ». Selon Josèphe, « c'était là déclarer véritablement la guerre aux Romains » puisque cela interdisait en même temps le sacrifice qui était fait tous les jours en l'honneur de l'Empereur. Pour obtenir de l'aide, le « parti de la paix » envoie alors Simon ben Ananias au procurateur Gessius Florus et envoie au roi Agrippa, Antipas et les frères Costobar et Saul,. Florus, qui d'après Josèphe désirait la guerre, ne donne aucune suite à la demande d'aide portée par Simon ben Ananias, mais « Agrippa envoie une force de 2000 cavaliers dirigés par « l'hipparque » Darius et Philippe fils de Joachim ». Ce Philippe fils de Joachim, ou Philippe de Bathyra, est présenté par Josèphe comme un chef des « babyloniens » de Batanée et un ami d'Agrippa et l'un de ses généraux ou son commandant en chef. Toutefois, ces cavaliers sont originaires de Batanée, de Trachonitide et d'Hauranitide et appartiennent au même clan, voire aux mêmes familles que nombre des chefs de la révolte et partagent probablement leurs sentiments anti-romains. Saul et ses compagnons sont apparemment retournés à Jérusalem avec cette unité. « Confiants dans ces forces, les notables, les grands prêtres et tous les citoyens épris de la paix occupent la ville haute ; car les séditieux étaient maîtres de la ville basse et du Temple ». Les combats s'engagent, mais le huitième jour « la fête dite de la Xylophorie » emmène de nombreux pèlerins parmi lesquels se glissent de nombreux sicaires. « Inférieurs en nombre et en audace », Philippe et ses troupes sont obligés d'abandonner la ville-haute et se replient dans le Palais d'Hérode. Les « notables et grands prêtres » se sauvent pour certains en passant dans les égouts, alors que d'autres gagnent le palais royal avec les soldats de Philippe. Parmi eux, le grand prêtre Ananias, son frère Ezéchias, ainsi que Saul, Costobar et Antipater. Le lendemain, les insurgés attaquent la forteresse Antonia, s'en emparent en deux jours et égorgent les soldats romains qui s'y trouvaient.

## Mort de Gessius Florus
Selon Suétone, « Les Juifs […] se révoltèrent, mirent à mort leur gouverneur (praeposito) ». Cette affirmation est en général interprétée comme la mort de Gessius Florus, qu'aucune autre source ne raconte. Toutefois en se fondant sur ce qu'écrit Tacite, certains critiques émettent l'hypothèse que celui qui a été tué est le légat de la province de Syrie Cestius Gallus,.